# AAV7
AAV-7 (Amphibious Assault Vehicle, dawniej LVT-7) – amerykański pływający transporter opancerzony znajdujący się na wyposażeniu US Marines. Znajduje się także na wyposażeniu jednostek piechoty morskiej 8 innych państw. Znany jest również pod oznaczeniem LVTP-7 (Landing Vehicle Tracked Personnel).

## Historia
Pierwsze pojazdy desantowe LVTP-7 weszły na wyposażenie US Marines w 1972, zastępując starsze pojazdy o podobnym przeznaczeniu LVTP-5. Firma FMC dla potrzeb amerykańskiej piechoty morskiej wyprodukowała 1300 pojazdów a dalszych 300 wyprodukowano na eksport.

## Wersje
- AAVP-7A1 – najpopularniejsza wersja przeznaczona do transportu 25 żołnierzy
- AAVC-7A1 – wersja dowódcza
- AAVR-7A1 – wersja zabezpieczenia technicznego

## Zastosowanie
20 pojazdów LVTP-7 zostało użytych przez Argentynę podczas wojny o Falklandy, gdzie kilka transporterów tego typu zostało zniszczonych przez Brytyjczyków.
Transportery zostały masowo użyte w trakcie inwazji na Irak w 2003. Słabe opancerzenie pojazdu było szczególnie widoczne podczas walk o miasto Nasirijja, gdzie w wyniku ataku przy pomocy broni przeciwpancernej zginęło 18 Marines.
Doświadczenia wyniesione z walk przyczyniły się do modernizacji pojazdów i wzmocnienia ich opancerzenia. Pomimo wzmocnienia konstrukcji transporterów, 3 sierpnia 2005 14 żołnierzy zginęło gdy LVTP-7 najechał na ładunek składający się z trzech min przeciwpancernych.
Na skutek zatonięcia transportera podczas ćwiczeń 30 lipca 2020 roku, w którym zginęło 9 żołnierzy, w 2021 roku US Marine Corps wprowadził zakaz pływania dla AAV7, który może być zniesiony jedynie w sytuacji nadzwyczajnej.

## Użytkownicy
- Stany Zjednoczone: USMC – 1311
- Argentyna: Infanteria de Marina – 21 LVTP7s, około 10 pojazdów poddano modernizacji
- Brazylia: Corpo de Fuzileiros Navais – 13 AAV-7A1 ,9 LVTP-7A1, 2 LVTC-7A1 i 1 LVTR-7A1
- Chile – 15
- Włochy: Esercito Italiano oraz Marina Militare – 35 LVPT7s, 25 pojazdów zmodernizowanych do standardu AAV-7A1
- Korea Południowa: Republic of Korea Marine Corps – 162
- Tajwan: Republic of China Marine Corps – 54
- Hiszpania: Infantería de Marina – 16
- Wenezuela: Armada Nacional Bolivariana de Venezuela – 11 AAVT-7s, (1 AAVTC-7 +1AAVTR-7 +9AAVTP-7).